# Nowe Sarnowo
Nowe Sarnowo – wieś sołecka w Polsce położona w województwie mazowieckim, w powiecie płońskim, w gminie Dzierzążnia.
Do 1954 roku istniała gmina Sarnowo. W latach 1975–1998 miejscowość administracyjnie należała do województwa ciechanowskiego.